# Зырянов, Павел Николаевич
Па́вел Никола́евич Зыря́нов (1 марта 1943, Челябинск — 15 апреля 2007, Москва) — советский и российский историк, доктор исторических наук (1994).

## Биография
Родился в рабочей семье. В 1967 году окончил Московский государственный историко-архивный институт (дипломная работа «Царский правительственный аппарат и III Дума»), в 1969 году поступил в аспирантуру Института истории СССР АН СССР. В 1972 году защитил кандидатскую диссертацию «Крах внутренней политики третьеиюньской монархии в области местного управления (1908—1914)» (утверждён в учёной степени в 1974). Младший, с 1984 года — старший научный сотрудник Института истории СССР.
Защитил докторскую диссертацию по монографии «Крестьянская община Европейской России. 1907—1914 гг.» (1992). В 1994—1995 работал по контракту в Славянском исследовательском центре Университета Хоккайдо (Саппоро) С 1996 года — ведущий научный сотрудник Института российской истории РАН.
В 1976—1990 — член и ответственный секретарь редколлегии «Исторических записок». С 1995 года входил в состав редколлегии журнала «Отечественная история».
Автор школьных учебников по истории, исследователь биографий Столыпина, Колчака и других исторических деятелей.
Похоронен на Хованском кладбище (Центральная территория, участок 91).

## Отзывы
Доктор исторических наук, профессор Шишкин Владимир Иванович замечал в 2023: "О Колчаке вообще в последнее время написано примерно два десятка книг. Но, наверное, только одна из них достойна того, чтобы говорить о ней как о серьезном вкладе в изучении личности адмирала. Я имею в виду книгу московского исследователя, ныне покойного, профессора П. Н. Зырянова, неоднократно переиздававшуюся «Молодой гвардией». Это, действительно, добротное научное произведение. Но оно написано довольно неровно. Дело в том, что П. Н. Зырянов занимался дореволюционной Россией. Он ее хорошо знал и понимал. Поэтому дореволюционная биография А. В. Колчака написана им очень грамотно, профессионально, точно, объективно. А что касается постреволюционного периода (после Февральской революции), то П. Н. Зырянов никогда этой эпохой не занимался, не очень хорошо знал контекст. Поэтому вторая часть его книги менее глубока и интересна".

## Основные работы
Книги
- Зырянов П. Н., Шелохаев В. В. Первая русская революция в американской и английской буржуазной историографии. — М.: Мысль, 1976. — 184 с.
- Православная церковь в борьбе с революцией 1905—1907 гг. / Отв. ред. А. И. Клибанов. — М.: Наука, 1984. — 224 с.
- Крестьянская община европейской России, 1907—1914 гг. / Рос. акад. наук, Ин-т рос. истории. — М.: Наука, 1992. — 256 с. — ISBN 5-02-008627-4
- Пётр Столыпин : Политический портрет. — М. : Высшая школа, 1992. — 157,[2] с. — (История в лицах). — ISBN 5-06-002498-9
- Русские монастыри и монашество в XIX и начале XX века. — М.: Вербум-М, 2002. — 319 с. : ил., портр., табл., цв. ил., портр. — ISBN 5-8391-0063-3
- «Колчак» (2006), серии «ЖЗЛ»

Статьи
- Социальная структура местного управления капиталистической России (1861—1914) // Исторические записки. 1982. Т. 107;
- Церковь в период трех российских революций // Русское православие: вехи истории / Науч. ред. А. И. Клибанов. — М., 1989. — С. 380—437.
- Столыпин и судьбы русской деревни // Общественные науки и современность. 1991. — № 4. — C. 114—124.
- Российская государственность в XIX — начале XX века // Свободная мысль. 1995. — № 8. — С. 110—122.
- «Школа Сидорова». Воспоминания младшего современника // Acta Slavica Iaponica. 1995. Vol. 13;
- Бросок на остров Беннетта. (Спасательная экспедиция лейтенанта А. В. Колчака в 1903—1904 гг.) // Призвание историка. Проблемы духовной и политической истории России: Сб. ст.: К 60-летию проф. В. В. Шелохаева. — М.: 2001. — C. 154—175.
- Поземельные отношения в русской крестьянской общине во второй половине XIX — начале XX века // Собственность на землю в России: история и современность. — М.: 2002. — C. 153—195.
- Молодые годы А. В. Колчака // Вопросы истории. 2002. — № 6. — С. 119—133.
- Неразгаданная тайна «Марии» // Вопросы истории. 2003. — № 8. — С. 135—140.
- Николай Николаевич Муравьев-Амурский: [Исторический портрет] // Вопросы истории. — 2008. — № 1. — С. 22—44.